# Jan Paweł II z pastorałem z półprofilu (monety kolekcjonerskie)
Jan Paweł II z pastorałem z półprofilu – monety kolekcjonerskie wybite z wykorzystaniem wspólnego wzoru rewersu przedstawiającego Jana Pawła II, w nominałach 1000–, 2000–, 10 000 złotych w złocie, 10 000 złotych również w srebrze, stemplem lustrzanym lub zwykłym, wprowadzone do obiegu przez Narodowy Bank Polski:
- 5 października 1982 r. (M.P. z 1982 r. nr 23, poz. 207) – 1000–, 2000– oraz 10 000 złotych w złocie, oraz
- 28 maja 1987 r. (M.P. z 1987 r. nr 15, poz. 137) – 10 000 złotych w srebrze.

Z formalnego punktu widzenia monety te przestały być prawnym środkiem płatniczym z dniem denominacji z 1 stycznia 1995 roku, rozporządzeniem prezesa Narodowego Banku Polskiego z dnia 18 listopada 1994 r.(M.P. z 1994 r. nr 61, poz. 541).
Monety złote wybite po raz pierwszy w 1982 r. upamiętniały 2. wizytę Jana Pawła II w Polsce, natomiast srebrne 10 000 złotych z 1987 r. – 3. pielgrzymkę papieża Polaka do ojczyzny. 
Tymi samymi wzorami awersu i rewersu Mennica Państwowa wybiła w 1982 r. w srebrze monetę próbną kolekcjonerską o nominale 1000 złotych.
Monety złote z 1982 r. zostały wprowadzone do obiegu razem z monetami kolekcjonerskimi Jan Paweł II w piusce z profilu.
Monety zaliczane są do serii tematycznej Jan Paweł II.
W końcu 2. dziesięciolecia XXI w. na rynku wydawniczym pojawiło się rozbudowane opracowanie dotyczące przez wszystkim monet próbnych okresu Polski Ludowej (1949–1990). W ramach 20-letniej pracy nad książką autor przeprowadził między innymi kwerendy w Narodowym Banku Polskim oraz w Mennicy Polskiej S.A. (dawnej Mennicy Państwowej). Jednym z rezultatów tych działań było zapoznanie się z dokumentami dotyczącymi emisji monet z mennicy VALCAMBI oraz oryginalnymi egzemplarzami bardzo rzadkich roczników innych niż 1982 bitych przez tę mennicę szwajcarską. Ostatecznym rezultatem tych wizyt, uzupełnionych o szczegółową analizę porównawczą wszystkich monet, które rynek kolekcjonerski na przełomie XX i XXI w. klasyfikował jako produkty mennicy VALCAMBI, było:
1. Uznanie wszystkich egzemplarzy z rewersem Jan Paweł II z pastorałem z półprofilu bitych z datą roczną 1986 (1000–, 2000–, 10 000 złotych), stemplem lustrzanym albo zwykłym, za numizmaty niewiadomego pochodzenia, określone przez autora jako nieoficjalne (fałszywe?).
2. Zmianę klasyfikacji bić szwajcarskich Jan Paweł II z pastorałem z profilu o nominałach 1000–, 2000– oraz 10 000 złotych, bez napisu PRÓBA, z datą roczną 1985 – z kolekcjonerskich na próbne technologiczne.

## Awers
W centralnym punkcie umieszczono godło – orła bez korony, po bokach orła rok bicia: 
- „19 82” albo
- „19 85” albo
- „19 86” albo
- „19 87”,

dookoła napis „POLSKA RZECZPOSPOLITA LUDOWA”, na dole:
- „• ZŁ 1000 ZŁ •” albo
- „• ZŁ 2000 ZŁ •” albo
- „• ZŁ 10000 ZŁ •”,

pod łapą orła znak mennicy:
- w Warszawie – z prawej strony superpozycja liter MW, albo
- VALCAMBI – z lewej strony litery CHI w kółku.

## Rewers
Na tej stronie monety znajduje się półpostać Jana Pawła II w mitrze z pastorałem z półprofilu, z lewej strony, powyżej napis „JAN PAWEŁ II”, a na stule papieża, z lewej strony, na dole, monogram projektantki.

## Nakład
Monety bito w rantem gładkim w dwóch mennicach:
- VALCAMBI z Balerny w Szwajcarii (w złocie 1000 złotych, 2000 złotych, 10 000 złotych)
- w Warszawie (w srebrze 10 000 złotych)

według projektu Stanisławy Wątróbskiej-Frindt. Materiał, sposób wybicia (stempel), parametry metrologiczne oraz nakłady przedstawiono poniżej:
| Lp.  | Nominał        | Metal        | Stempel   | Średnica (mm) | Masa (gram) | Nakład (sztuk) | Mennica  | Uwagi                                             |
| ---- | -------------- | ------------ | --------- | ------------- | ----------- | -------------- | -------- | ------------------------------------------------- |
| 1982 |                |              |           |               |             |                |          |                                                   |
| 1    | 1000 złotych   | złoto Au900  | zwykły    | 18            | 3,1         | 900            | VALCAMBI | na wyłączność firmy zagranicznej                  |
| 2    | 1000 złotych   | złoto Au900  | lustrzany | 18            | 3,1         | 1700           | VALCAMBI | na wyłączność firmy zagranicznej                  |
| 3    | 2000 złotych   | złoto Au900  | zwykły    | 23            | 6,8         | 500            | VALCAMBI | na wyłączność firmy zagranicznej                  |
| 4    | 2000 złotych   | złoto Au900  | lustrzany | 23            | 6,8         | 1250           | VALCAMBI | na wyłączność firmy zagranicznej                  |
| 5    | 10 000 złotych | złoto Au900  | zwykły    | 40            | 34,5        | 200            | VALCAMBI | na wyłączność firmy zagranicznej                  |
| 6    | 10 000 złotych | złoto Au900  | lustrzany | 40            | 34,5        | 700            | VALCAMBI | na wyłączność firmy zagranicznej                  |
| 1987 |                |              |           |               |             |                |          |                                                   |
| 7    | 10 000 złotych | srebro Ag750 | lustrzany | 35            | 19,3        | 15 000         | Warszawa | istnieje również okolicznościowe (obiegowe) bicie |

| Lp.  | Nominał        | Metal       | Stempel   | Średnica (mm) | Masa (gram) | Nakład (sztuk) | Mennica  |
| ---- | -------------- | ----------- | --------- | ------------- | ----------- | -------------- | -------- |
| 1985 |                |             |           |               |             |                |          |
| 1    | 1000 złotych   | złoto Au900 | zwykły    | 18            | 3,1         | nieznany       | VALCAMBI |
| 2    | 1000 złotych   | złoto Au900 | lustrzany | 18            | 3,1         | nieznany       | VALCAMBI |
| 3    | 2000 złotych   | złoto Au900 | zwykły    | 23            | 6,8         | nieznany       | VALCAMBI |
| 4    | 2000 złotych   | złoto Au900 | lustrzany | 23            | 6,8         | nieznany       | VALCAMBI |
| 5    | 10 000 złotych | złoto Au900 | zwykły    | 40            | 34,5        | nieznany       | VALCAMBI |
| 6    | 10 000 złotych | złoto Au900 | lustrzany | 40            | 34,5        | nieznany       | VALCAMBI |

| Lp.  | Nominał        | Metal       | Stempel   | Średnica (mm) | Masa (gram) | Nakład (sztuk) | Mennica    |
| ---- | -------------- | ----------- | --------- | ------------- | ----------- | -------------- | ---------- |
| 1986 |                |             |           |               |             |                |            |
| 1    | 1000 złotych   | złoto Au900 | zwykły    | 18            | 3,1         | 83             | VALCAMBI ? |
| 2    | 1000 złotych   | złoto Au900 | lustrzany | 18            | 3,1         | 53             | VALCAMBI ? |
| 3    | 2000 złotych   | złoto Au900 | zwykły    | 23            | 6,8         | 54             | VALCAMBI ? |
| 4    | 2000 złotych   | złoto Au900 | lustrzany | 23            | 6,8         | 79             | VALCAMBI ? |
| 5    | 10 000 złotych | złoto Au900 | zwykły    | 40            | 34,5        | 6              | VALCAMBI ? |
| 6    | 10 000 złotych | złoto Au900 | lustrzany | 40            | 34,5        | 13             | VALCAMBI ? |

## Opis
Rysunek rewersu jest jednym z siedmiu z Janem Pawłem II, które znalazły się na monetach okresu PRL.
W 1987 r. tymi samymi stemplami co wersja kolekcjonerska (stempel lustrzany) została wybita również moneta obiegowa z wizerunkiem okolicznościowym (stempel zwykły), w srebrze próby 750, w nakładzie 908 820 sztuk.

## Wersje próbne
W 1982 r. mennica w Warszawie wybiła w nakładzie 10 000 sztuk monetę próbną kolekcjonerską, z wypukłym napisem PRÓBA, w srebrze próby 750, na krążkach o średnicy 35 mm i masie 19,3 grama. Tę samą próbę wybito również w niklu w nakładzie 500 sztuk.
Z datą roczną 1987 wybito w serii prób niklowych warszawskie 10 000 złotych w nakładzie 500 sztuk oraz dwie próby technologiczne w srebrze stemplem lustrzanym (20 sztuk) i stemplem zwykłym (nakład nieznany).